# Miremont, Haute-Garonne
Miremont är en kommun i departementet Haute-Garonne i regionen Occitanien i södra Frankrike. Kommunen ligger i kantonen Auterive som tillhör arrondissementet Muret. År 2022 hade Miremont 2 787 invånare.

## Befolkningsutveckling
Antalet invånare i kommunen Miremont
Referens:INSEE